# Cento anni ancora
Cento anni ancora è un album di Giorgio Lo Cascio, pubblicato nel 1977 dalla casa discografica Divergo.

## Tracce
1. È solo un gioco
2. Ester
3. Topo di fogna
4. Jasmin (Gelsomino)
5. Cento anni ancora
6. Fiori chiari, fiori scuri
7. Coppe bastoni e danari
8. Storia di un mistero
9. Marco e Luisa
10. Saremo liberi

## Formazione
- Giorgio Lo Cascio – voce, chitarra acustica
- Stefano Cerri – basso, chitarra classica
- Maurizio Martelli – chitarra classica, chitarra elettrica, chitarra acustica, chitarra a 12 corde
- Claudio Fabi – spinetta
- Roberto Colombo – organo Hammond, pianoforte
- Beppe Cantarelli – chitarra acustica
- Flaviano Cuffari – batteria
- Maurizio Preti – percussioni
- Fabio Treves – armonica
- Pablo Romero – quena, tiple, charango, flauto di Pan
- Diana Corsini – cori